# 馬納基里
03°25′41″S 60°27′34″W / 3.42806°S 60.45944°W

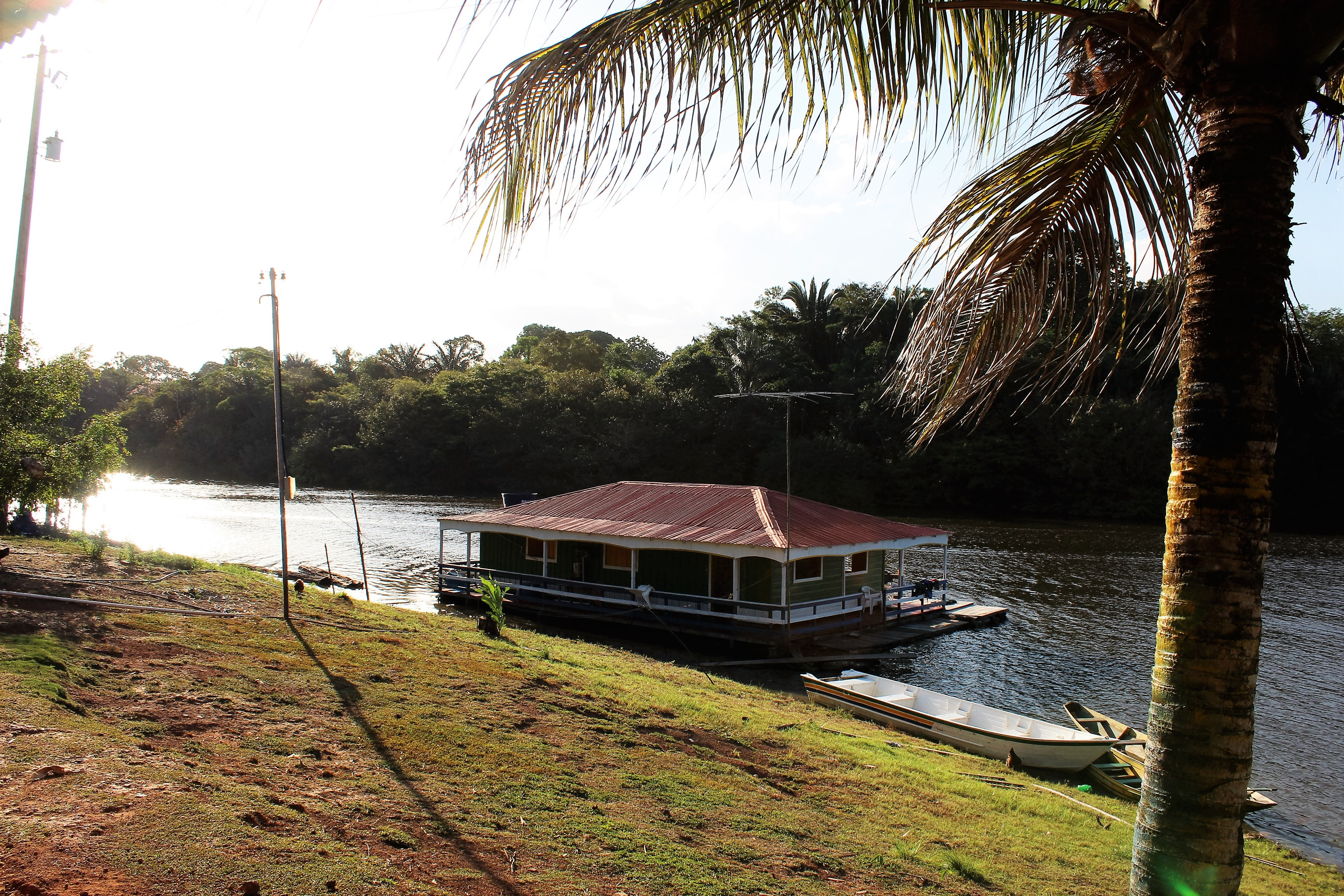
馬納基里

馬納基里（葡萄牙語：Manaquiri）是巴西的城鎮，位於該國北部，由亞馬遜州負責管轄，面積3,976平方公里，海拔高度48米，2014年人口27,480，該城鎮人口密度每平方公里6.91人。